# Bình Nhưỡng (chuỗi nhà hàng)

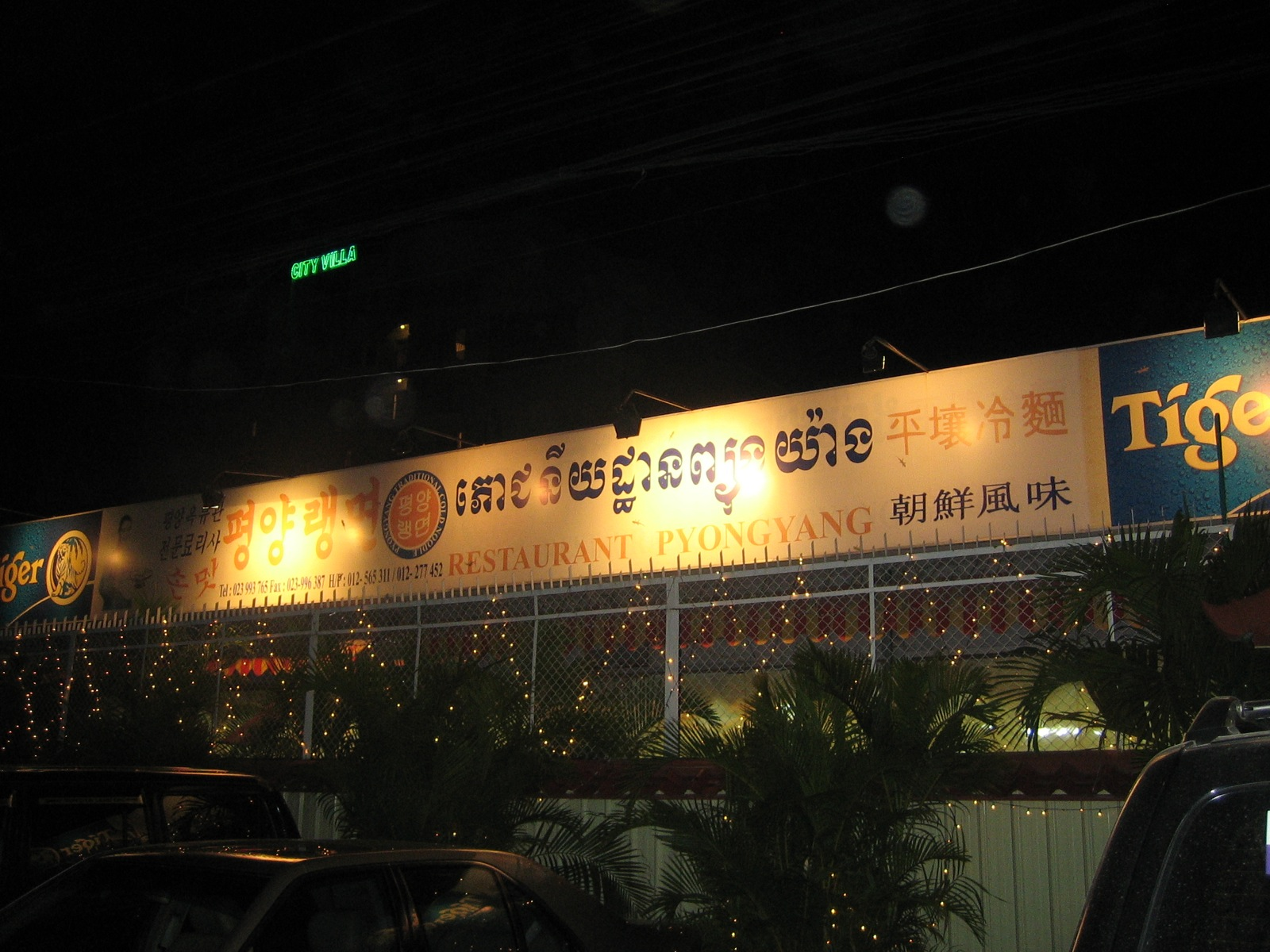
Biển hiệu Nhà hàng Bình Nhưỡng ở Phnôm Pênh, Campuchia

Bình Nhưỡng (Chosongul: 평양관) là một chuỗi 130 nhà hàng được đặt tên theo thủ đô của Bắc Triều Tiên tại hàng chục nước trên thế giới. Các nhà hàng này được sở hữu và hoạt động bởi Haedanghwa Group, một tổ chức của chính phủ Bắc Triều Tiên.

## Địa điểm
Hầu hết các nhà hàng Bình Nhưỡng được tìm thấy tại Trung Quốc gần với đường biên giới Bắc Triều Tiên, cùng với tại Bắc Kinh và Thượng Hải. Từ những năm 2000 chuỗi nhà hàng đã và đang mở rộng tới các thành phố Đông Nam Á bao gồm Bangkok, Phnôm Pênh, Siem Reap, Thành phố Hồ Chí Minh, Hà Nội, Đà Nẵng, Viêng Chăn, Dhaka, Jakarta và Kuala Lumpur. Ngoài ra còn có một nhà hàng tại Ulaanbaatar, Mông Cổ và một tại Kathmandu, Nepal. Các nhà hàng này ban đầu phục vụ nhiều doanh nhân Hàn Quốc ở Đông Nam Á, nay đã trở nên phổ biến với các khách du lịch hiếu kỳ. Chi nhánh đầu tiên của nhà hàng tại phương Tây được mở tại Amsterdam vào năm 2012, trong khu dân cư Osdorp, cùng với những người đồng sở hữu người Hà Lan. Thực đơn và các chính sách của nhà hàng này khác so với các chi nhánh ở châu Á, không phục thịt chó hay rượu nhân sâm. Tuy nhiên, vào tháng 9 năm 2012, do các cáo buộc lẫn nhau giữa các nhân viên Triều Tiên và đối tác Hà Lan, nhà hàng này đã phải đóng cửa. Nó đã được mở cửa trở lại vào tháng 12 năm 2013 với cái tên Haedanghwa ở một địa điểm mới, sau đó một năm tiếp tục bị đóng cửa. Chi nhánh nhà hàng tại Bangkok từng bị đóng cửa tạm thời, nhưng sau đó đã được mở cửa trở lại vào năm 2015. Tương tự, các chi nhánh tại Pattaya cũng từng bị đóng cửa. Có tin cho rằng một chi nhánh mới đang được dự định mở cửa ở Scotland, giữa lúc ông Kim Jong Un đang có ý định xây dựng mối quan hệ với nước này sau cuộc trưng cầu dân ý độc lập năm 2014, mặc dù các quan chức Triều Tiên đã phủ nhận tin này. Theo báo Yomiuri Shimbun của Nhật Bản, có khoảng 100 nhà hàng Bắc Triều Tiên chỉ tính riêng tại Trung Quốc.

## Dịch vụ

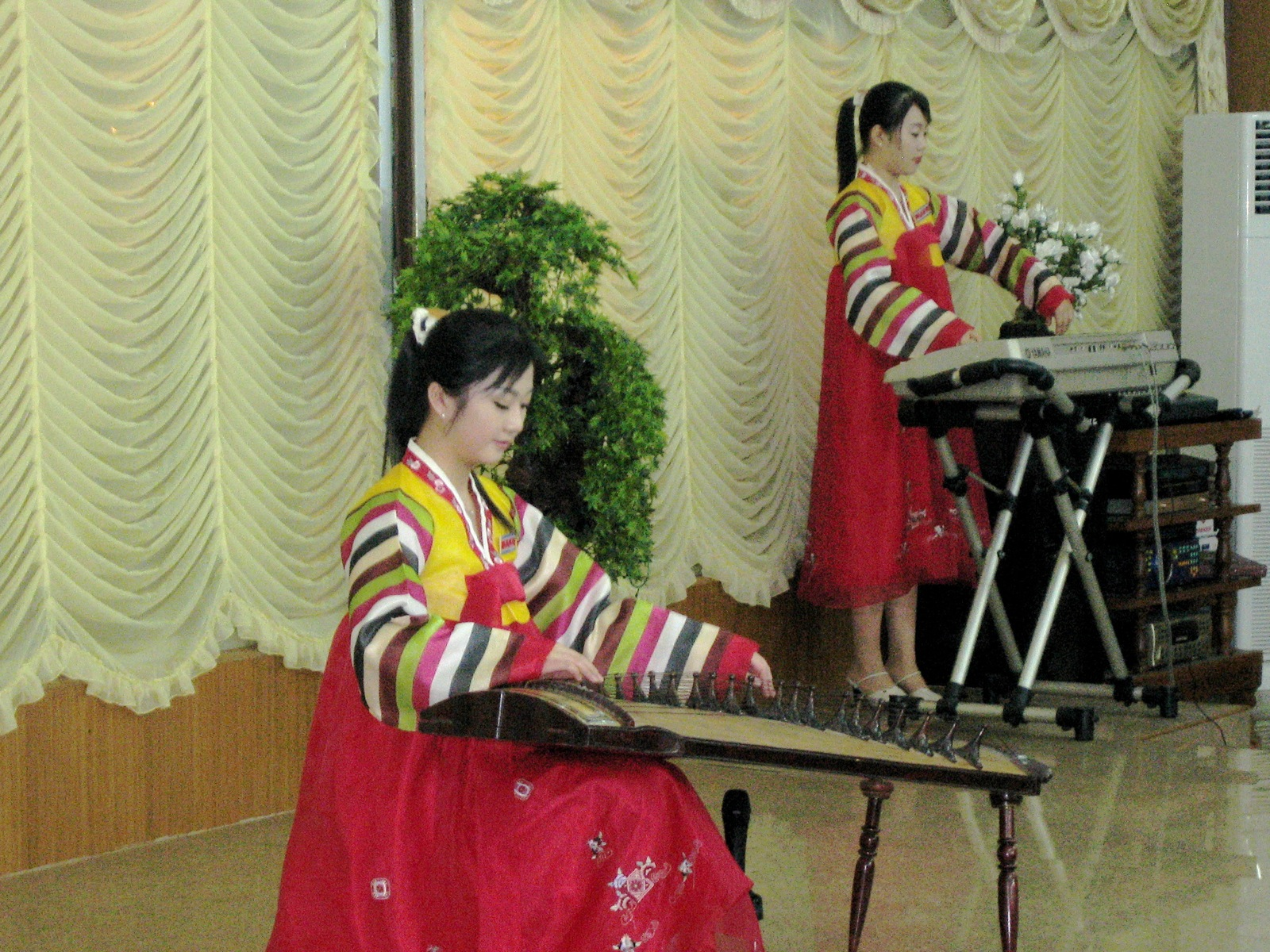
Phụ nữ Triều Tiên đang biểu diễn tại Nhà hàng Bình Nhưỡng ở Phnôm Pênh.

Nhà hàng phục vụ các món ăn Triều Tiên, bao gồm kim chi, mì lạnh Bình Nhưỡng, mực nang nướng và súp thịt chó. Khách hàng cũng có thể mua các sản phẩm Triều Tiên như rượu nhân sâm và một loại thuốc kích dục không có nhãn hiệu được khẳng định là sản xuất từ gấu. Giá cả tương đối cao và được tính bằng đôla Mỹ.
Các nhân viên là những người phụ nữ Triều Tiên trẻ đẹp mặc trang phục Chosŏn-ot truyền thống, đồng thời còn biểu diễn cả karaoke cũng như các bài hát và điệu nhảy theo phong cách đồng diễn của Bắc Triều Tiên cho khách hàng. Các nhân viên từ Bắc Triều Tiên chủ yếu làm việc theo hợp đồng ba năm, và thường là các sinh viên tốt nghiệp đại học mỹ thuật được đào tạo chất lượng cao. Việc chụp ảnh thường không được cho phép bên trong nhà hàng.

## Hoạt động
Theo nhà báo Thụy Điển Bertil Lintner, các nhà hàng này là một trong vài hoạt động kinh doanh hải ngoại của Phòng 39, một tổ chức của chính phủ Bắc Triều Tiên chuyên mua và rửa tiền các loại ngoại tệ cho nhà lãnh đạo Bắc Triều Tiên.
Những người đào tẩu khỏi Bắc Triều Tiên cho hay các nhà hàng này được quản lý bởi những người làm trung gian được yêu cầu phải trả từ 10.000 USD tới 30.000 USD mỗi năm cho chính quyền Bắc Triều Tiên. Các nhân viên Bắc Triều Tiên sống ngay trong các nhà hàng này, được cho là được sàng lọc kỹ càng về độ trung thành chính trị và được theo dõi chặt chẽ bởi các nhân viên an ninh Bắc Triều Tiên thường trực. Vào những năm 2000, theo Daily NK, một vài nữ nhân viên hầu bàn tại Trung Quốc đã cố gắng trốn thoát, dẫn đến việc đóng cửa một vài nhà hàng và phải đưa các nhân viên về nước. Vào năm 2016, Hàn Quốc thông báo rằng 13 nhân viên nhà hàng đã đào tẩu khỏi một chuỗi nhà hàng Bình Nhưỡng ở nước ngoài.